# Silvia Pasquel
Silvia Pasquel (ur. 13 października 1949 w mieście Meksyk) – meksykańska aktorka filmowa, telewizyjna i teatralna.

## Nagrody i nominacje
| Rok  | Nagroda            | Kategoria              | Telenowela                      | Rezultat |
| ---- | ------------------ | ---------------------- | ------------------------------- | -------- |
| 1983 | Premios TVyNovelas | Najlepsza antagonistka | El amor nunca muere (1982–1983) | Wygrana  |